# Табун (мінісеріал 2023)
Табун — український мінісеріал, присвячений подіям на сучасних українських землях під час Другої світової війни. Прем'єра відбулася 25 квітня 2023 року на телеканалі ICTV2.

## Історія створення
В основу фільму покладено події 1942 року, коли нацисти провели випробування газу «Табун» на військовополонених.
За словами генеральної продюсерки каналу ICTV2 Ірини Храновської, зйомки закінчилися вночі проти 24 лютого 2022 року. Прем'єра відбулася 25 квітня 2023 року на телеканалі ICTV2.

## Сюжет
Іван Діденко, уродженець Звягеля, колишній офіцер армії УНР, який  після перемоги більшовиків емігрував до Польщі, а згодом поступив на службу у британську армію, повертається до рідного міста на чолі диверсійної групи.
Його завданням є отримання зразків нового отруйного газу «Табун», який розробляється нацистами в лабораторії на окупованій Житомирщині. Під час виконання завдання Діденко вступає у протистояння з оберфюрером СС Штраубе, який керує розробкою газу; зустрічає серед колаборантів свого колишнього підлеглого у армії УНР Григорія Савельєва, начальника місцевих поліцаїв.
Він також зустрічає свого брата Степана, який командує невеликим партизанським загоном. У Івана з братом суттєві суперечності, через те, що під час визвольних змагань Степан був у складі Червоної армії. Але через спільний інтерес, Івану вдається отримати допомогу партизанів і знешкодити лабораторію.
Після цього він повертає вцілілих бійців своєї групи через запланований шлях відходу, а сам залишається на батьківщині для подальшої боротьби.

## Сприйняття
За словами українського письменника Андрія Кокотюхи, «'Табун' — справді перша спроба показати кіно про Другу світову війну і розповісти відповідну історію українцями для українців. Вона варта уваги, поваги й подяки».

## Номінації
- Номінант кінопремії «Золота дзиґа»[4].